# Aliculastrum
Aliculastrum is een geslacht van weekdieren uit de klasse van de Gastropoda (slakken).

## Soorten
- Aliculastrum cylindricum (Helbling, 1779)
- Aliculastrum debile (Pease, 1860)
- Aliculastrum parallelum (Gould, 1847)
- Aliculastrum secalinum (A. Adams, 1862)
- Aliculastrum solidum (Bruguière, 1792)